# Segerstads socken, Västergötland

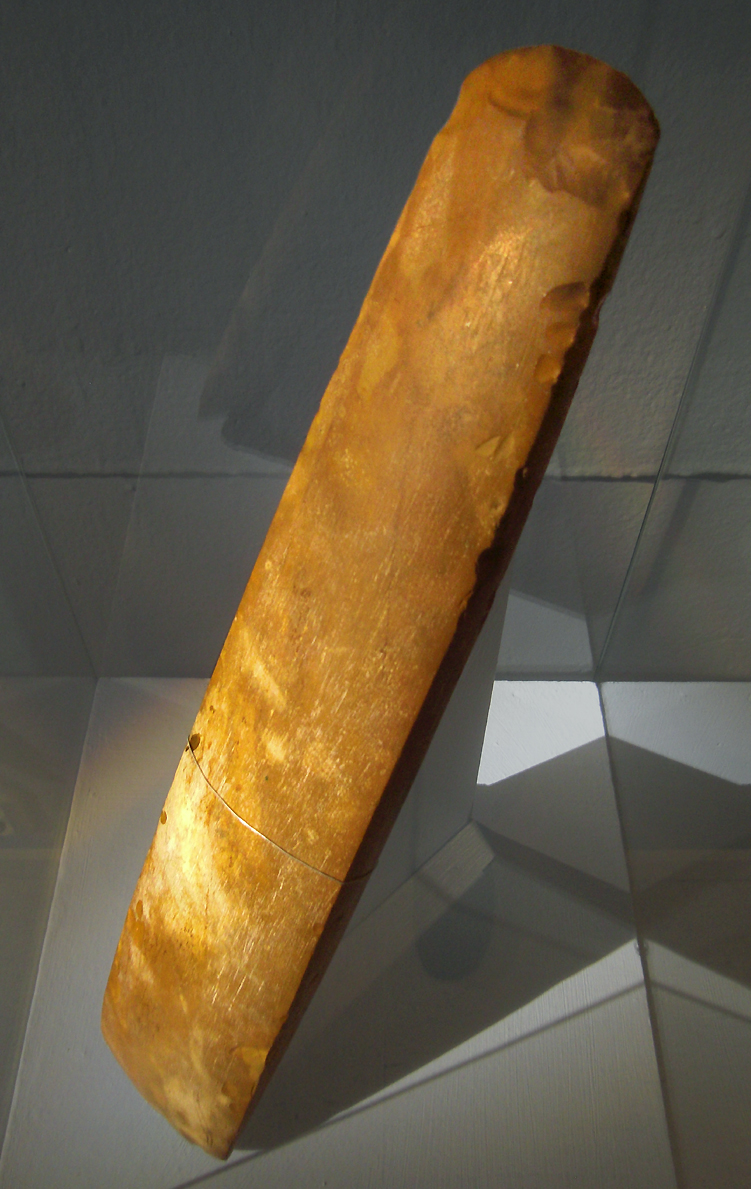
En tunnackig yxa från Barnegården i Segerstads socken. Yxbladet i flinta är hela 45,8 cm långt.

Segerstads socken i Västergötland ingick i Gudhems härad, ingår sedan 1974 i Falköpings kommun och motsvarar från 2016 Segerstads distrikt.
Socknens areal är 19,39 kvadratkilometer varav 19,37 land. År 2000 fanns här 177 invånare. Kyrkbyn Segerstad med sockenkyrkan Segerstads kyrka ligger i socknen.

## Administrativ historik
Socknen har medeltida ursprung. 
Vid kommunreformen 1862 övergick socknens ansvar för de kyrkliga frågorna till Segerstads församling och för de borgerliga frågorna bildades Segerstads landskommun. Landskommunen uppgick 1952 i Stenstorps landskommun som 1974 uppgick i Falköpings kommun. Församlingen uppgick 2006 i Hornborga församling.
1 januari 2016 inrättades distriktet Segerstad, med samma omfattning som församlingen hade 1999/2000.  
Socknen har tillhört län, fögderier, tingslag och domsagor enligt vad som beskrivs i artikeln Gudhems härad. De indelta soldaterna tillhörde Skaraborgs regemente Livkompaniet och Västgöta regemente, Gudhems kompani.

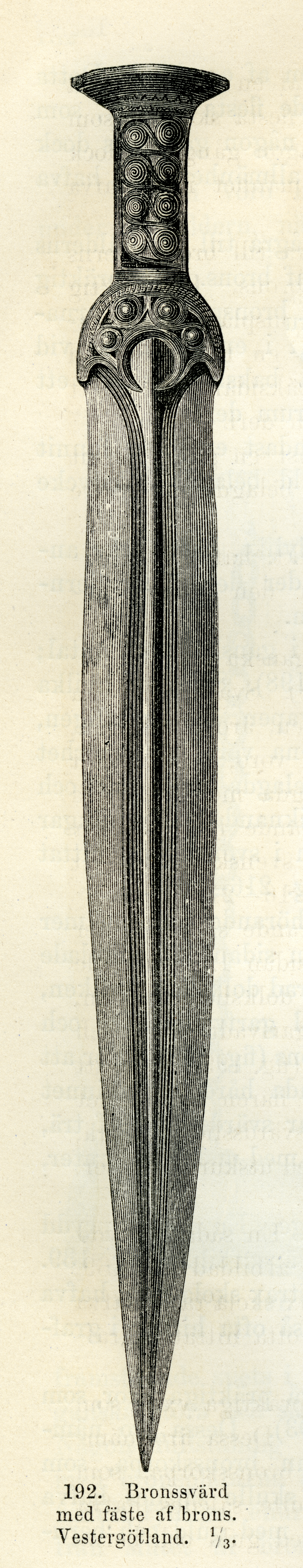
Ett kort bronssvärd från bronsålderns period 2 funnet vid Segerstads prästgård.

## Geografi
Segerstads socken ligger nordost om Falköping söder om Brunnhemsberget med en exklav på Billingen. Socknen är en odlingsbygd på Falbygden med skog i norr och på Billingen.
Socknen korsas i sydost av Västra stambanan.  Mellan 1874 och 1962 genomkorsades socknen även från öster till väster av Lidköping-Skara-Stenstorps järnväg, med en hållplats först benämnd Segerstad och senare Segerby.

## Fornlämningar
Lösfynd, fyra gånggrifter och en hällkista från stenåldern är funna. Från järnåldern finns gravar, domarringar och stensättningar.

## Namnet
Namnet skrevs 1423 Segherstadhum och kommer från kyrkbyn. Efterleden är sta(d), 'plats, ställe'. Förleden är troligen mansnamnet Sighar.